# Víctor Martínez
Víctor Martínez, pseud. Dominican Dominator (ur. 29 lipca 1973 w San Francisco de Macorís na Dominikanie) – członek federacji IFBB (International Federation of BodyBuilders), zaledwie drugi profesjonalny kulturysta dominikański (pierwszym był Tony Domenench).
Wicemistrz zawodów Mr. Olympia 2007, zdobywca tytułu Arnold Classic w tym samym roku – uczestnictwo w tych zmaganiach stanowi punkt zwrotny w karierze Martíneza.

## Kariera amatorska
- 1993 Elmo's Gym, Teenage, 1 miejsce
- 1994 NPC Bev Francis Atlantic States, 27 miejsce
- 1997 NPC New Jersey Suburban State Bodybuilding Contest, Light-Heavyweight, 1 miejsce
- 1997 NPC New York Metropolitan Championships, Light-Heavyweight, 1 miejsce
- 1999 NPC Bev Francis Atlantic States, 16 miejsce
- 2000 NPC Junior USA, Heavyweight, 1 miejsce
- 2000 NPC Nationals, Heavyweight, 1 miejsce

## Kariera zawodowa
- 2001 IFBB Night of Champions, 8 miejsce
- 2002 IFBB Arnold Classic, 13 miejsce
- 2002 IFBB Ironman Pro Invitational, 9 miejsce
- 2003 IFBB Night of Champions, 1 miejsce
- 2004 IFBB Mr. Olympia, 9 miejsce
- 2004 IFBB GNC Show of Strength Pro Championship, 1 miejsce
- 2005 IFBB Arnold Classic, 7 miejsce
- 2005 IFBB New York Pro Championship, 3 miejsce
- 2005 IFBB Mr. Olympia, 5 miejsce
- 2005 IFBB San Francisco Pro Invitational, 5 miejsce
- 2006 IFBB Arnold Classic, 3 miejsce
- 2006 IFBB Mr. Olympia, 3 miejsce
- 2007 IFBB Arnold Classic, 1 miejsce
- 2007 IFBB Mr. Olympia, 2 miejsce
- 2009 IFBB Arnold Classic, 2 miejsce
- 2009 IFBB Mr. Olympia, 6 miejsce
- 2010 IFBB Mr. Olympia, 8 miejsce
- 2011 IFBB Arnold Classic, 3 miejsce
- 2011 IFBB Mr. Olympia, 4 miejsce
- 2011 IFBB Arnold Classic Madrid, 1 miejsce
- 2013 IFBB New York Pro Championship, 2 miejsce
- 2013 IFBB Toronto Pro Supershow, 1 miejsce
- 2013 IFBB Mr. Olympia, 11 miejsce
- 2013 IFBB Arnold Classic Madrid, 5 miejsce
- 2014 IFBB Mr. Olympia, 8 miejsce
- 2014 IFBB Arnold Classic, 4 miejsce
- 2015 IFBB Mr. Olympia, 9 miejsce
- 2016 IFBB Baltimore Pro, 1 miejsce

## Detale
| - wzrost: 175 cm - waga w sezonie: 113 kg - waga poza sezonem: 132 kg - biceps: 56 cm | - klatka piersiowa: 147,5 cm - talia: 81,5 cm - udo: 76,5 cm - łydka: 51 cm |